# Gayle McKeachnie
Gayle F. McKeachnie (* 26. Januar 1943) ist ein US-amerikanischer Politiker. Zwischen 2003 und 2005 war er Vizegouverneur des Bundesstaates Utah.

## Werdegang
Gayle McKeachnie absolvierte das College of Southern Utah in Cedar City. Nach einem anschließenden Jurastudium an der University of Utah und seiner Zulassung als Rechtsanwalt begann er in diesem Beruf zu arbeiten. Dabei spezialisierte er sich auf das Recht in dem Bereich Naturvorkommen und im Immobilienrecht. Zwischenzeitlich hielt er auch juristische Vorlesungen an der Brigham Young University. Gleichzeitig schlug er als Mitglied der Republikanischen Partei eine politische Laufbahn ein. Zwischen 1978 und 1986 saß er als Abgeordneter im Repräsentantenhaus von Utah. Von 1987 bis 1999 war er Mitglied und zehn Jahre lang Vorsitzender einer Kommission zur Überarbeitung der Staatsverfassung.
2003 wurde Gouverneur Michael Leavitt als Gesundheitsminister in das Kabinett von US-Präsident George W. Bush berufen. Sein Nachfolger als Gouverneur von Utah wurde die bisherige Vizegouverneurin Olene S. Walker. Diese ernannte McKeachnie zu ihrem Nachfolger im Amt des Vizegouverneurs. Dieses bekleidete er zwischen 2003 und 2005. Dabei war er Stellvertreter der Gouverneurin. Außerdem übte er faktisch das in den meisten anderen Bundesstaaten existierende Amt des Secretary of State aus, das es in Utah nicht gibt und dessen Funktionen dem Vizegouverneur obliegen. Im Jahr 2004 nahm McKeachnie als Delegierter an der Republican National Convention in New York teil, auf der Präsident Bush zur Wiederwahl nominiert wurde.
Nach dem Ende seiner Zeit als Vizegouverneur blieb McKeachnie der Politik verbunden. Er gilt als Experte für Angelegenheiten des ländlichen Raums und für die Erschließung von Gas- und Ölvorkommen. Dabei ist er Mitglied einiger entsprechender Organisationen.